# Cochabamba diversicolor
Cochabamba diversicolor es un coleóptero de la familia Chrysomelidae. Fue descrita en 1890 por Baly.